# Alfabeto occitano
L'alfabeto occitano è l'alfabeto utilizzato per esprimere la lingua occitana. È basato sull'alfabeto latino ed è costituito da 23 lettere:
| Maiuscolo |   |   |   |   |   |   |   |   |   |   |   |   |   |   |   |   |   |   |   |   |   |   |
| A         | B | C | D | E | F | G | H | I | J | L | M | N | O | P | Q | R | S | T | U | V | X | Z |
| Minuscolo |   |   |   |   |   |   |   |   |   |   |   |   |   |   |   |   |   |   |   |   |   |   |
| a         | b | c | d | e | f | g | h | i | j | l | m | n | o | p | q | r | s | t | u | v | x | z |

Le lettere K, W e Y sono considerate lettere straniere ed utilizzate in parole di origine non occitana.

## L'alfabeto
| Lettere | Nome                              | IPA (Pronuncia standard) | IPA (Pronuncia standard)                                                                               |
| ------- | --------------------------------- | ------------------------ | --- |
| A a     | a                                 | [ˈa]                     | |
| B b     | be, be (n) auta                   | [ˈbe, ˈbe ˈ(n)awtɔ]      | auv. [ˈbə, ˈbə ˈ(n)awtɔ], niç. va. [ˈbe, ˈbe ˈ(n)awta]                                                 |
| C c     | ce                                | [ˈse]                    | auv. [ˈsə]                                                                                             |
| D d     | de                                | [ˈde]                    | auv. [ˈdə]                                                                                             |
| E e     | e                                 | [ˈe]                     | auv. [ˈə]                                                                                              |
| F f     | èfa                               | [ˈɛfɔ]                   | auv. lim. [ˈefɔ], niç. va. [ˈɛfa]                                                                      |
| G g     | ge                                | [ˈdʒe]                   | auv. [ˈdzə], lim. [ˈdze], gas. [ˈʒe]                                                                   |
| H h     | acha                              | [ˈatʃɔ]                  | auv. lim. [ˈatsɔ], niç. va. [ˈatʃa]                                                                    |
| I i     | i                                 | [ˈi]                     | |
| J j     | ji                                | [ˈdʒi]                   | lim. [ˈdzi]                                                                                            |
| (K k)   | ca                                | [ˈka]                    | |
| L l     | èla                               | [ˈɛlɔ]                   | auv. lim. [ˈelɔ], niç. va. [ˈɛla]                                                                      |
| M m     | èma                               | [ˈɛmɔ]                   | auv. lim. [ˈemɔ], niç. va. [ˈɛma]                                                                      |
| N n     | èna                               | [ˈɛnɔ]                   | auv. lim. [ˈenɔ], niç. va. [ˈɛna]                                                                      |
| O o     | o (ò)                             | [ˈu (ˈɔ)]                | |
| P p     | pe                                | [ˈpe]                    | auv. [ˈpə]                                                                                             |
| Q q     | cu                                | [ˈky]                    | auv. [ˈkjy]                                                                                            |
| R r     | èrra                              | [ˈɛrrɔ]                  | auv. lim. [ˈerɔ], niç. [ˈɛʀa], va. [ˈɛra], pro. [ˈɛʀɔ]                                                 |
| S s     | èssa                              | [ˈɛsɔ]                   | auv. lim. [ˈesɔ], niç. va. [ˈɛsa]                                                                      |
| T t     | te                                | [ˈte]                    | auv. [ˈtə]                                                                                             |
| U u     | u                                 | [ˈy]                     | |
| V v     | ve, ve bassa (gas. ve, ve baisha) | [ˈbe, ˈbe ˈβasɔ]         | auv. [ˈvə, ˈvə ˈbasɔ], lim. pro. [ˈve, ˈve ˈbasɔ], niç. va. [ˈve, ˈve ˈbasa] gas. [ˈbe, ˈbe ˈβaʃɔ]     |
| (W w)   | ve dobla                          | [ˈbe ˈðuplɔ]             | auv. [ˈvə, ˈvə ˈdublɔ], lim. pro. [ˈve, ˈve ˈdublɔ], niç. va. [ˈve, ˈve ˈdubla] gas. [ˈbe, ˈbe ðuˈβlɔ] |
| X x     | ixa                               | [ˈitsɔ]                  | auv. lim. pro. gas. [ˈiksɔ], niç. va. [ˈiksa]                                                          |
| (Y y)   | i grèga                           | [ˈi ˈɣrɛɣɔ]              | auv. lim. [ˈi ˈɡreɡɔ], pro. [ˈi ˈɡrɛɡɔ], niç. va. [ˈi ˈɡrɛɡa]                                          |
| Z z     | izèda                             | [iˈzɛðɔ]                 | auv. lim. [iˈzedɔ], pro. [iˈzɛdɔ], niç. va. [iˈzɛda]                                                   |

Diversi segni diacritici ed accenti sono utilizzati per modificare il suono e l'intonazione di una lettera:
- l'accento grave (accent grèu) (`) che si ritrova sulle lettere à, è, ò
- l'accento acuto (accent agut) (´) sulle lettere á, é, ó, í, ú.
- la dieresi (trèma) (¨) usata su ï, ü.
- la cediglia (cedilha) (¸) sotto la lettera ç
- il Punto mediano che si trova fra due consonanti vicine (n·h e s·h) ed è usato nel guascone